# Mendidaphodius weidholzi
Mendidaphodius weidholzi är en skalbaggsart som beskrevs av Rudolph Petrovitz 1964. Mendidaphodius weidholzi ingår i släktet Mendidaphodius och familjen Aphodiidae. Inga underarter finns listade i Catalogue of Life.